# 安藤氏の乱
安藤氏の乱（あんどうしのらん）は、鎌倉時代後期、エゾの蜂起と安藤氏の内紛が関係して起こった乱。エゾはアイヌが主体であると考えられている。
蝦夷の乱、津軽大乱とも呼ばれる。

## 概要
発端は、1268年（文永5年）に津軽でエゾの蜂起（文永の蝦夷の乱）があり、蝦夷代官職の安藤氏が討たれた事件である。この時期には元朝が日本に通交を求めており、日蓮はエゾの乱と並立して国難であると警告している。エゾが蜂起した原因については得宗権力の拡大で収奪が激化したこと、日持ら僧による北方への仏教布教や、また元朝が樺太アイヌ征討を行っていることが指摘されている。
更に1318年（文保2年）以前から続いていたと見られている蝦夷代官・安藤季長（安藤又太郎）と従兄弟の安藤季久（安藤五郎三郎）との間の内紛に、1320年（元応2年）出羽のエゾの再蜂起（元応の蝦夷の乱）が加わった。内紛の背景には、本来の惣領であった五郎家（外の浜安藤氏）から太郎家（西浜安藤氏）に嫡流の座が移ったことがあるとする見解がある。
1322年（元亨2年）、紛争は得宗家公文所の裁定にかけられたが、『保暦間記』等によれば、内管領の長崎高資が対立する2家の安藤氏双方から賄賂を受け双方に下知したため紛糾したものであり、エゾの蜂起はそれに付随するものとして書かれている。
1325年（正中2年）、得宗家は蝦夷代官職を季長から季久に替えたが、戦乱は収まらず、却って内紛が反乱に繋がったと見られている。なお『諏訪大明神絵詞』には両者の根拠地が明確に書かれていない。季長は西浜折曾関（現青森県深浦町関）、季久は外浜内末部（現青森市内真部）に城を構えて争ったとする説と、その反対であるとする説がある。
その後も季長は得宗家の裁定に服さず、戦乱は収まらなかったため、翌1326年（嘉暦元年）には御内侍所工藤貞祐が追討に派遣された。貞祐は旧暦7月に季長を捕縛し鎌倉に帰還したが、季長の郎党や悪党が引き続き蜂起し、翌1327年（嘉暦2年）には幕府軍として宇都宮高貞、小田高知を再び派遣し、翌1328年（嘉暦3年）には安藤氏の内紛については和談が成立した。和談の内容に関しては、西浜折曾関などを季長の一族に安堵したものと考えられている。季長のその後の消息は不明であるが、諸系図や伝承等から湊上国系安東氏との関係を指摘する見解がある。
この乱の詳細については不明であるが、御内人の紛争を得宗家が処理できずに幕府軍の派遣となり、更に武力により制圧できなかったことは東夷成敗権の動揺であり、幕府に大きな影響を与えたという見方が定着している。エゾは夷敵と認識されており、元寇の頃と同様に異族降伏の祈祷が行われている。後世に成立した史書においては、エゾの乱は1333年に滅亡する幕府の腐敗を示す例として評され、幕府衰退の遠因となったとする見解もある。
この反乱は、上代から記録され続けてきた本州・東北地方における“蝦夷”による大規模な反乱としては最後のものであるが、平安時代の記録との間に隔たりがあるため当反乱を起こした蝦夷が平安時代以前の蝦夷（エミシ）とどこまで連続性があるかは不明である。そのためこの反乱を起こした蝦夷はアイヌが主体であると考えられているが一方で「出羽の蝦夷」と北海道の蝦夷（北海道アイヌ）を同一視するのは無理があるという指摘もある他、当時の出羽(本州)に反乱を起こせる程のまとまった人数のアイヌがいたのかという問題が発生する。